# Ferry Farm Site

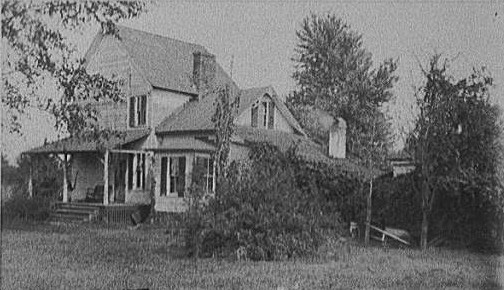
Ferry Farm, zwischen 1900 und 1920

Die Ferry Farm, auch bekannt als George Washington Elternhaus oder Ferry Farm Site, ist der Name der Farm und des Hauses, in dem George Washington einen Großteil seiner Kindheit verbrachte. Im Juli 2008 gaben Archäologen bekannt, dass sie Überreste des Elternhauses, das durch ein Feuer zerstört worden war, gefunden hatten. Darunter waren auch Artefakte wie Stücke eines Teeservices, das vermutlich aus dem Besitz von Mary Ball Washington stammt, der Mutter von George Washington.

## Geschichte
Das Anwesen befand sich in Stafford County, Virginia, am nördlichen Ufer des Rappahannock River, gegenüber der Stadt Fredericksburg. Der Hof wurde so benannt, nachdem die Familie Washington den Besitz bereits verlassen hatte. Sein Namensgeber war eine Fähre, die den Rappahannock River auf dem Land der Familie Washington kreuzte, die Familie besaß oder betrieb diese nicht. Es ist unklar, wie der Hof in der Zeit genannt wurde als die Washingtons ihn bewohnten. Irgendwann im späten 19. Jahrhundert wurde der Hof bekannt als Pine Grove. Der Hof stieß 1932 auf nationales Interesse während der Zweihundertjahrfeier zur Geburt Washingtons – in den Jahren rund um dieses Fest nannten einige Autoren sowohl den Namen Ferry Farm als auch Pine Grove.

### George Washington
George war sechs Jahre alt, als die Familie 1738 auf die Farm zog. Sein Vater Augustine Washington hatte das Anwesen erworben, um näher bei dem Eisenwerk zu sein, das er verwaltete. George Washington erbte den Hof nach dessen Tod und lebte in dem Haus bis Anfang 20, allerdings hielt er sich auch häufig bei seinem älteren Halbbruder Lawrence in Mount Vernon auf. Washingtons Mutter lebte in dem Haus, bis sie 1772 nach Fredericksburg zog, das Anwesen wurde 1777 verkauft.
Ferry Farm ist der Ort an dem einige der bekanntesten Geschichten über George Washingtons Kindheit spielen, vor allem solche, die der amerikanische Öffentlichkeit durch die Erzählungen von Mason Locke Weems im frühen 19. Jahrhundert bekannt wurden. Dazu gehört die Anekdote, die erstmals in der 1806 erschienenen Ausgabe von Weemss Life of Washington erzählt wurde: der 6-jähriger George fällte einen der liebsten englischen Kirschenbäume seines Vaters Augustine mit einem neuen Beil. Nachdem sein Vater ihn damit konfrontierte, rief der Junge: "Ich kann nicht lügen, Pa, du weißt, ich kann nicht lügen, ich habe es mit meinem Beil getan." Eine andere Version besagt, dass George auf seinem Pferd saß und das Pferd den Baum "entrindete" (versehentlich hatte es die Rinde mit seinem Huf gekratzt) und George nahm die Schuld auf sich. Auch soll dies der Ort sein, an dem George Washington "einen Silberdollar über den Rappahannock River warf". Es ist möglich, eine Münze oder flachen Stein über diese Stelle "hüpfen" zu lassen. Der Fluss war während dieser Zeit deutlich breiter als heute, wodurch dies damals deutlich schwieriger gewesen sein muss. Jedes Jahr während der Feier zu Washingtons Geburtstag, sind die Einwohner der Stadt dazu eingeladen zu versuchen, diese Tat zu wiederholen. Im Sommer 2006 gelang dies erstmals erfolgreich dem Archäologiepraktikanten Jim Trueman. Um zu beweisen, dass dies kein Zufall war, wiederholte er dies noch einmal im Sommer 2007.

### Nach George Washington
Die Ferry Farm war der Ort von Gefechten während des Amerikanischen Bürgerkrieges im Jahre 1862. Unionssoldaten nutzten das Haus als Hauptquartier und rissen es dann als Brennholz ab. Seit den 1920er Jahren gab es mehrere fehlgeschlagene Versuche den Besitz zu erhalten. Der Erste unter der Leitung des Grundstückseigentümer James Beverly Colbert schlug fehl durch die Weltwirtschaftskrise. In den darauffolgenden zehn Jahren versuchten verschiedene Gruppen von Denkmalschützer aus dem Hause ein "nationales Heiligtum" "Washington's boyhood home" zu machen. In den 1960er Jahren wurde aus dem Besitz ein Heim für gefährdete Jungen. Diese Zeit zeigt heute noch die auffälligste Spuren auf dem Anwesen – das damals entstandene große pseudogeorgianische Gebäude beherbergt heute ein Museum, Büros und ein archäologisches Labor, das seit 2006 für Besucher geöffnet ist.
In den 1990er Jahren legte das Stafford County Board of Supervisors dar, wie der Ort sowohl erhalten werden und wirtschaftlichen Nutzen für den County bringen konnte. Ihre Untersuchung ergaben letztlich eine Nutzungsänderung und ein Gebot von Wal-Mart, den Besitz zu kaufen, um dort ein großes Kaufhaus zu erbauen. Dieses Vorhaben wurde von vielen Einwohnern Fredericksburgs abgelehnt. Es gab die weit verbreitete Ansicht, dass eine solche Veränderung in diesem historischen Ort negative Auswirkungen haben würde auf den für die Stadt wichtigen Tourismus sowie schädlich für den Charme und die Lebensqualität der Stadt. Das Ergebnis war ein Deal, bei dem die historische Kenmoreplantage (Historic Kenmore) (die ca. 1770 das Heim von Washingtons Schwester Betty Washington Lewis und ihrem Mann Lewis Fielding war), zusammen mit dem National Park Service und Commonwealth-Fonds das Anwesen kaufte. Historic Kenmore wurde zur George Washington's Fredericksburg Foundation und im Jahr 2008 zur "George Washington Foundation". Diese Stiftung betreut die beiden Standorte sowie Augustine Washingtons Eisenhütte in Accokeek (Potomac) Furnace (1726~ 56) in Stafford County, ein Teil der Principio Company.
Seit Mai 1972 ist die Ferry Farm als Stätte im National Register of Historic Places eingetragen. Im Februar 2000 erhielt sie den Status eines National Historic Landmarks zuerkannt.
Umfangreiche archäologische Untersuchungen begannen 2002 unter der Leitung von David Muraca (von der ehemaligen Colonial Williamsburg Stiftung) und Philip Levy von der University of South Florida. Das Ziel der Ausgrabungen war es, die genaue Lokalisation und Verstehen der ursprüngliche Washingtonfarm. Es gibt auch das langfristige Ziel die Farm zu rekonstruieren. Ferry Farm betreibt auch Kinderprogramme und andere öffentliche Veranstaltungen.
Im Jahr 2008 verkündeten Muraca und Levy, dass einer der drei Grabungsorte das ursprüngliche Haus sei. Das Haupthaus war etwa 53 × 37 Fuß groß. In den 1740er Jahren bestand die Ferry Farm aus circa 600 Acres Land und ein 1 ½-geschossiges Haus, mit etwa acht Zimmern, in einer Zeit in der die meisten Familien ein bis zwei Zimmer bewohnten. Es hatte wahrscheinlich eine Fassade mit Schindeln und hölzernen Dachschindeln. Es hatte zwei Kamine und zwei Steinkeller. Das Haus war noch zu Lebenszeiten von George Washington Opfer eines kleinen Feuers. Es befindet sich in Fredericksburg in Nähe des 237 King's Highway (Virginia Route 3). Ein Gebäude, dass mit Washingtons Landvermessungsarbeiten in Zusammenhang steht befindet sich in der 712 King's Highway.